# Vsévolod I de Kiev

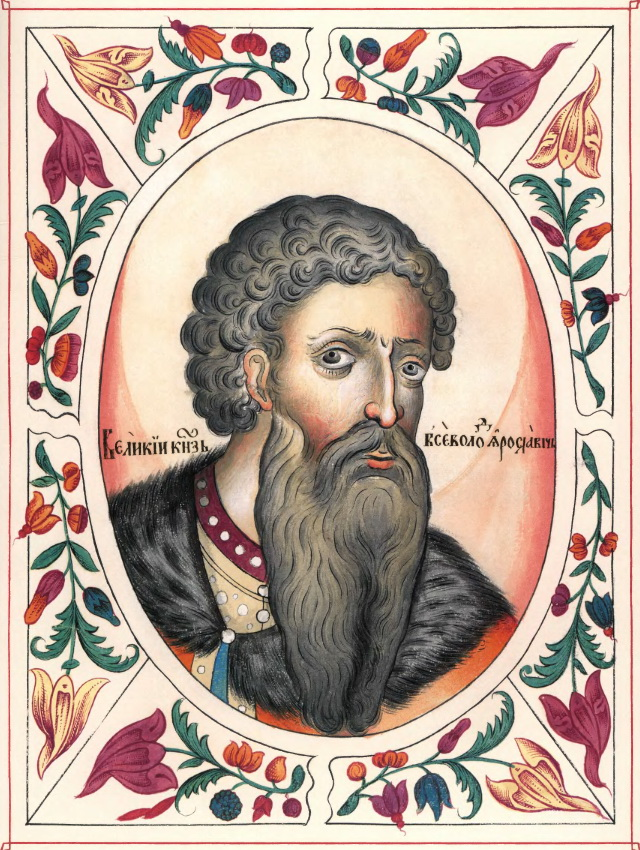
Vsévolod I Yaroslávich.

Vsévolod I Yaroslávich (en ucraniano y ruso: Всеволод I Ярославич), (1030 – 13 de abril de 1093) gobernó como Gran príncipe de Kiev desde 1078 hasta su muerte. Era el cuarto hijo y el favorito, de Yaroslav I el Sabio e Ingigerd Olafsdottir. Fue el primer príncipe de Kiev en unir a su título la denominación "kniaz de toda Rus" (князь всея Руси).

## Biografía
Hacia 1055, se encuentra la primera mención de los polovtsianos, pueblo nómada turco y pagano de las estepas, que vinieron con su jefe Bolouch y luego se retiraron tras concluir una paz con Vsévolod. Sin embargo el 2 de febrero del 1061, bajo la dirección de otro jefe de nombre Sokal, los polovtsianos vencieron a Vsévolod.
En 1073, se sublevó, con su hermano Sviatoslav II contra su otro hermano, el Gran Príncipe Iziaslav I. Sviatoslav II se convirtió así, con su ayuda en Gran Príncipe de Kiev y le cedió el dominio de Chernígov convirtiéndose en su príncipe desde 1073 a 1078.
Después de la muerte de Sviatoslav II, se reconcilió con Iziaslav I y le ayudó a volver al trono. A la muerte de este, se convirtió en Gran Príncipe de Kiev. Murió el13 de abril del 1093, siendo enterrado en la Catedral de Santa Sofía de Kiev.
Vsévolod estaba versado en griego y hablaba cinco idiomas. Puesto que perdió la mayor parte de sus batallas, su hijo mayor, Vladímir Monómaco, un gran y famoso guerrero, peleó por su padre. Los últimos años de su reinado estuvieron oscurecidos por una grave enfermedad, y Vladímir Monómaco se hizo cargo del gobierno.

## Familia

### Matrimonios y descendencia
Primer matrimonio en 1046 con Anastasia, llamada también Zoé o Irene, hija del emperador Constantino IX, muerta en 1067, con la que tuvo a:
- Vladímir II Monómaco (1053 – 19 de mayo de 1125).
- Anna (Yanka) Vsévolodovna (†3 de noviembre de 1112), monja.

Segundo matrimonio con Ana (†1111), con la que tuvo cuatro hijos:
- Rostislav Vsévolodovich (1070–1093), ahogado durante la retirada de la batalla del río Stuhna contra los polovtsianos.
- Eufrasia de Kiev (1071 – 1109), esposa de Enrique IV del Sacro Imperio Romano Germánico.
- Catalina Vsévolovna († el 11 de agosto de 1108}} según la Crónica de Néstor).
- María Vsévolodovna († 1089).